# Conjugalité
Dans son sens courant, la conjugalité est définie comme « État de conjoint ; vie conjugale », dans le domaine du droit et de la sociologie et de naturalité, elle désigne l'état d'un couple[réf. nécessaire].
Le mot « conjugalité » est issu du latin conjugalis, terme venant du verbe conjugare signifiant « unir », lui-même composé de con- (« avec », « ensemble ») et jugare (« atteler », « joindre sous un joug »). À l’origine, jugum désigne le joug agricole qui unit deux bœufs pour tirer une charrue — une métaphore forte, exprimant l’idée d’un lien étroit et durable, de coopération et d’effort partagé.. De cette origine latine, est resté en français l'adjectif « conjugal » apparu vers 1300. On rencontre ce mot dans la littérature française dès 1832 (Louis Lambert, de Balzac), et depuis 1846,,, mot utilisé par Alexandre Dumas dans son ouvrage Le Comte de Monte-Cristo publié en 1846.
Le mot « conjugalité » est entré dans Le Petit Larousse au début des années 2000 avec la définition « État de conjoint ; vie conjugale », le mot « conjoint » étant défini comme « Chacun des époux considéré par rapport à l'autre. » et le mot « époux » étant défini comme « Personne unie à une autre par le mariage. »,. Dans l'édition hi 2001 du Grand Robert, Alain Rey donne la définition « vie conjugale » et cite une occurrence de ce mot dans un extrait d'un ouvrage de Jean-Louis Curtis paru en 1971. Cette entrée n'est pas incluse dans l'édition 2010 résumée Le Petit Robert au contraire de l'adjectif « conjugal » signifiant « Relatif à l'union entre époux. », le mot époux étant défini comme la « Personne unie à une autre par le mariage ». Fin 2012, le dictionnaire en ligne des Éditions Larousse définit la conjugalité comme la « Situation de quelqu'un qui est marié. » et l'adjectif « conjugal » comme « Relatif à l'union des époux. », le mot époux étant défini comme la « Personne unie à une autre par le mariage ». Il est néanmoins probable que cette définition soit trop restrictive, l'étymologie de conjugus, construite à partir de conjugo, incluant des unions non formelles, dont l'« amitié fondée sur la conformité des goûts ».
La notion de conjugalité est utilisée en droit et en sociologie pour englober toutes les réalités concernant la situation d'un couple, quelle que soit leur forme[réf. nécessaire] :
- le mariage
- le partenariat civil
- le concubinage
- l'union libre

## Mariage
Le mariage est une union conjugale contractuelle et/ou rituelle, à durée illimitée, déterminée ou indéterminée, reconnue et encadrée par une institution juridique ou religieuse qui en détermine les modalités. Le terme désigne à la fois la cérémonie rituelle, l'union qui en est issue et l'institution en définissant les règles. C'est l'un des cadres établissant les structures familiales d'une société.
Les formes varient d'une société à une autre, et parfois au sein de la même société. Les mariages diffèrent dans les conséquences matérielles de l'engagement matrimonial (droits et obligations des époux, modalités de rupture, solidarités de dettes…), par les conditions à remplir par les époux pour être mariables (possibilité ou non de mariage homosexuel, de mariage mixte, de remariage, de mariage consanguin, de mariage non consenti) ou encore par ses conséquences juridiques (possibilité d'adoption, suspension de la personnalité juridique d'un des époux). Sur le plan culturel, il diffère par le déroulement d'un rite célébrant le mariage ou son absence, par la symbolique associée à son engagement (religieuse ou civile, mariage d'amour, mariage arrangé ou mariage blanc…), par les implications sociales de l'union (alliances entre familles) ou au contraire par son caractère intimiste centré uniquement sur le couple (mode de l'élopement).

## Partenariat enregistré
Le partenariat enregistré ou partenariat civil est une forme d'union civile, distinct du mariage, qui offre aux couples non mariés une reconnaissance légale impliquant tout ou partie des droits et responsabilités du mariage. 

## Concubinage
Le terme de concubinage désigne la situation juridique d'un couple de fait formé de deux personnes adultes qui vivent ensemble de façon durable et notoire sans avoir célébré leur union de façon officielle. En ce sens, l'expression (pléonastique) concubinage notoire, souvent utilisée, est exactement synonyme de concubinage.